# Грозный-Сити
«Гро́зный-Си́ти» — комплекс небоскрёбов в Грозном, расположенный в центре города, по проспекту имени Ахмата Кадырова, на берегу реки Сунжа.

## Планировка
Общая площадь комплекса — 4,5 га. Здесь построено семь высотных зданий (жилые дома, гостиница, офисно-деловой центр): одно сорокаэтажное, одно 30-тиэтажное, три 28-миэтажных и два 18-тиэтажных. Общее количество квартир в жилых зданиях — 700. Полезная площадь одной квартиры составляет от 68 до 280 м². На двух первых этажах жилого дома «Феникс» размещён торговый центр. Рядом с жилыми зданиями возведены 28-этажная пятизвёздная гостиница на 303 номера и 30-этажный офисно-деловой центр общей площадью 34 000 м², с вертолётной площадкой на крыше. В гостиницу входят один бассейн, спа-центр, спортзал, 3 ресторана, кафе под прозрачным куполом на 32 этаже, торговые павильоны. Под каждой из высоток предусмотрены двухъярусные подземные автостоянки с общей вместимостью около 3000 единиц автотранспорта.
40-этажная 145-метровая башня «Феникс» комплекса является третьим самым высотным жилым зданием в России за пределами Москвы и Екатеринбурга.
В составе второй очереди «Грозный-Сити 2» предполагается в том числе сооружение 102-этажной 435-метровой многофункциональной башни «Ахмат Тауэр», планируемой как второе по высоте здание в России и в Европе (после «Лахта-центра» в Санкт-Петербурге). Также рядом планируется возведение 54-этажного 189-метрового многофункционального центра «Шахматная академия».

## Ход строительства
5 октября 2011 года — официальное открытие первой очереди комплекса.
При строительстве применялся высокоэффективный бетон.
В 2022 начались работы по изменении подсветки.

## Пожар 3 апреля 2013 года
3 апреля 2013 года в Башне «Олимп» вспыхнул пожар. Огнём были охвачены все этажи кроме первого. Ликвидировали пожар в 01:30 (МСК). Поскольку в здании проводились отделочные работы, оно не было заселено, что позволило избежать жертв. Специалисты МЧС установили, что в «Олимпе» были нарушения пожарной безопасности: «Влаговетрозащитная плёнка оказалась сгораемой, и это способствовало распространению огня на огромной площади», — замглавы МЧС РФ Александр Чуприян.
К 30 сентября все работы по восстановлению обгоревшей части здания были завершены.

## Туризм
Является туристической достопримечательностью. Комплекс входит в 20 туристско-экскурсионных маршрутов по Чеченской Республике.
В комплексе функционирует обзорная смотровая площадка, расположенная на крыше 30-этажного небоскреба. Подъём на смотровую площадку почти всегда входит в программу обзорной экскурсии по Грозному. Для туристов этот объект интересен, поскольку оттуда открывается панорама города.